# Calliphora maestrica
Calliphora maestrica är en tvåvingeart som beskrevs av Peris, Gonzalez-mora och Fernandez 1998. Calliphora maestrica ingår i släktet Calliphora och familjen spyflugor. Inga underarter finns listade i Catalogue of Life.